# Plano Anaconda

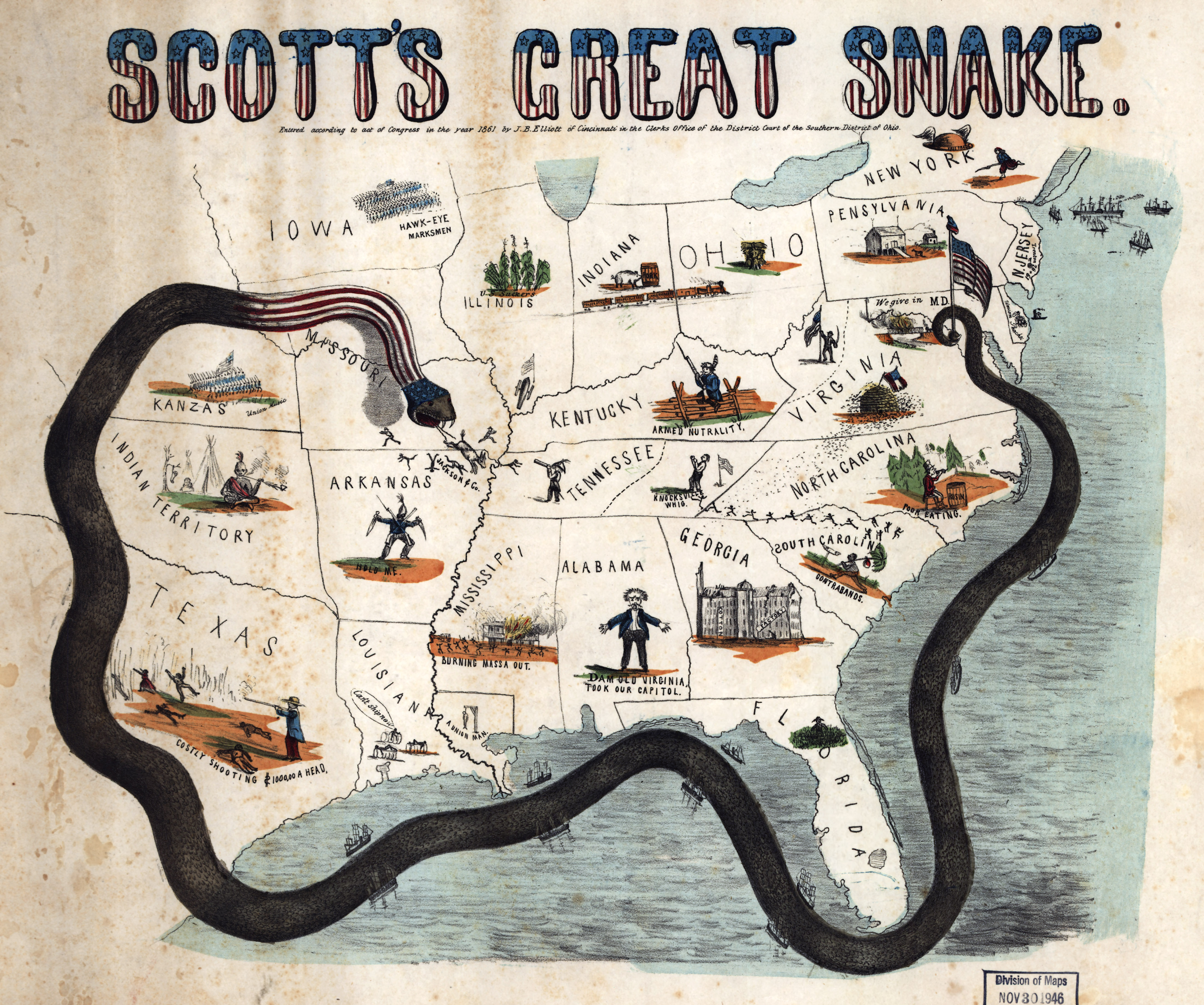
Plano Anaconda

O Plano Anaconda foi criado pelo general da União Winfield Scott, e entrou em uso em 1862. Instituiu um cerco da Confederação por parte da União, através de um bloqueio naval, do controle do Rio Mississippi e do Rio Tennessee, assim, cercando e dividindo totalmente a Confederação.
O bloqueio naval da Confederação - cujo objetivo era bloquear a exportação de algodão, tabaco e alimentos a países europeus, e a importação de armamentos - implicou na constante vigilância de 4 800 quilômetros de litoral sulista, uma tarefa de início considerada impossível. Porém, o bloqueio atingiu bons resultados nos primeiros seis meses de operação e era quase impregnável após 2 anos do início da guerra. Já os rios Mississippi e Tennessee forneciam fácil e direto acesso a várias cidades importantes da Confederação.
Além destes três objetivos primários, o Plano também tinha como objetivo a captura da capital da Confederação, Richmond. Esta não tinha valor estratégico, exceto os bons efeitos na moral da população da União, e do choque desferido à moral população da Confederação.